# 창우로
창우로(Changu-ro)는 경기도 하남시 천현동 하남IC사거리에서 남양주시 와부읍 팔당대교IC를 잇는 경기도의 도로이다. 

## 주요 경유지
경기도
- 하남시 (천현동) - 남양주시 (와부읍)

## 노선
| 이름                  | 접속 노선                | 소재지   | 소재지 | 비고                    |
| --------------------- | ------------------------ | -------- | ------ | ----------------------- |
| 하남IC사거리          | 국도 제43호선 (하남대로) | 하남시   | 천현동 | 하남시도 제189호선 구간 |
| 정심사입구 교차로     | 검단산로137번길          | 하남시   | 천현동 | 하남시도 제189호선 구간 |
| 애니메이션고교 사거리 | 천현로                   | 하남시   | 천현동 | 하남시도 제189호선 구간 |
| 창우지하차도 교차로   | 대청로                   | 하남시   | 천현동 | 하남시도 제189호선 구간 |
| 팔당남단 교차로       | 국도 제45호선 (미사대로) | 하남시   | 천현동 | 하남시도 제189호선 구간 |
| 팔당대교              |                          | 하남시   | 천현동 | 국도 제45호선 구간      |
| 팔당대교              |                          | 남양주시 | 와부읍 | 국도 제45호선 구간      |
| 팔당대교 나늘목       | 국도 제6호선 (경강로)    | 남양주시 | 와부읍 | 국도 제45호선 구간      |

## 주요건물및 시설
- 현대자동차 블루핸즈 창우점 (창우로 78/창우동 312-2)
- 타이어뱅크 하남점 (창우로 80/창우동 311-2)
- 하남시버스환승공영차고지 (창우로 146/창우동 539)
- 경동택배 하남신장 303영업소 (창우로 172/창우동 54-2)